# Pajares de la Laguna
Pajares de la Laguna – gmina w Hiszpanii, w prowincji Salamanka, w Kastylii i León, o powierzchni 9,62 km². W 2011 roku gmina liczyła 132 mieszkańców.